# 安娜·本内特
安娜·本内特（英語：Anna Bennett，1976年2月26日—），英国女子曲棍球运动员。她曾代表英格兰参加2002年英联邦运动会曲棍球比赛，获得一枚银牌。她也曾参加1996年夏季奥林匹克运动会。